# Paul Alfons von Metternich-Winneburg

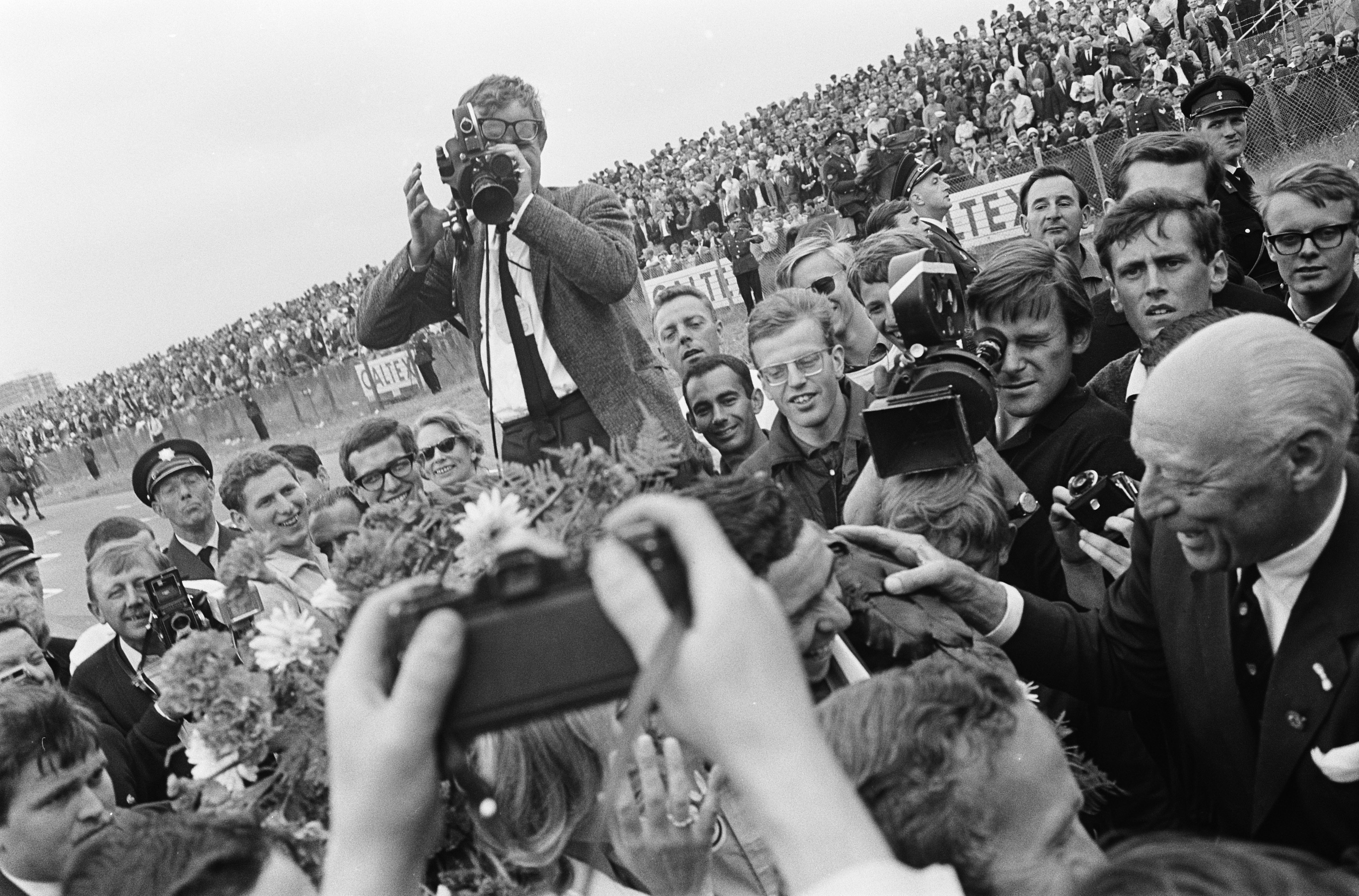
Paul Alfons von Metternich-Winneburg (ganz rechts), mit Jim Clark nach dessen Sieg beim Großen Preis der Niederlande 1965

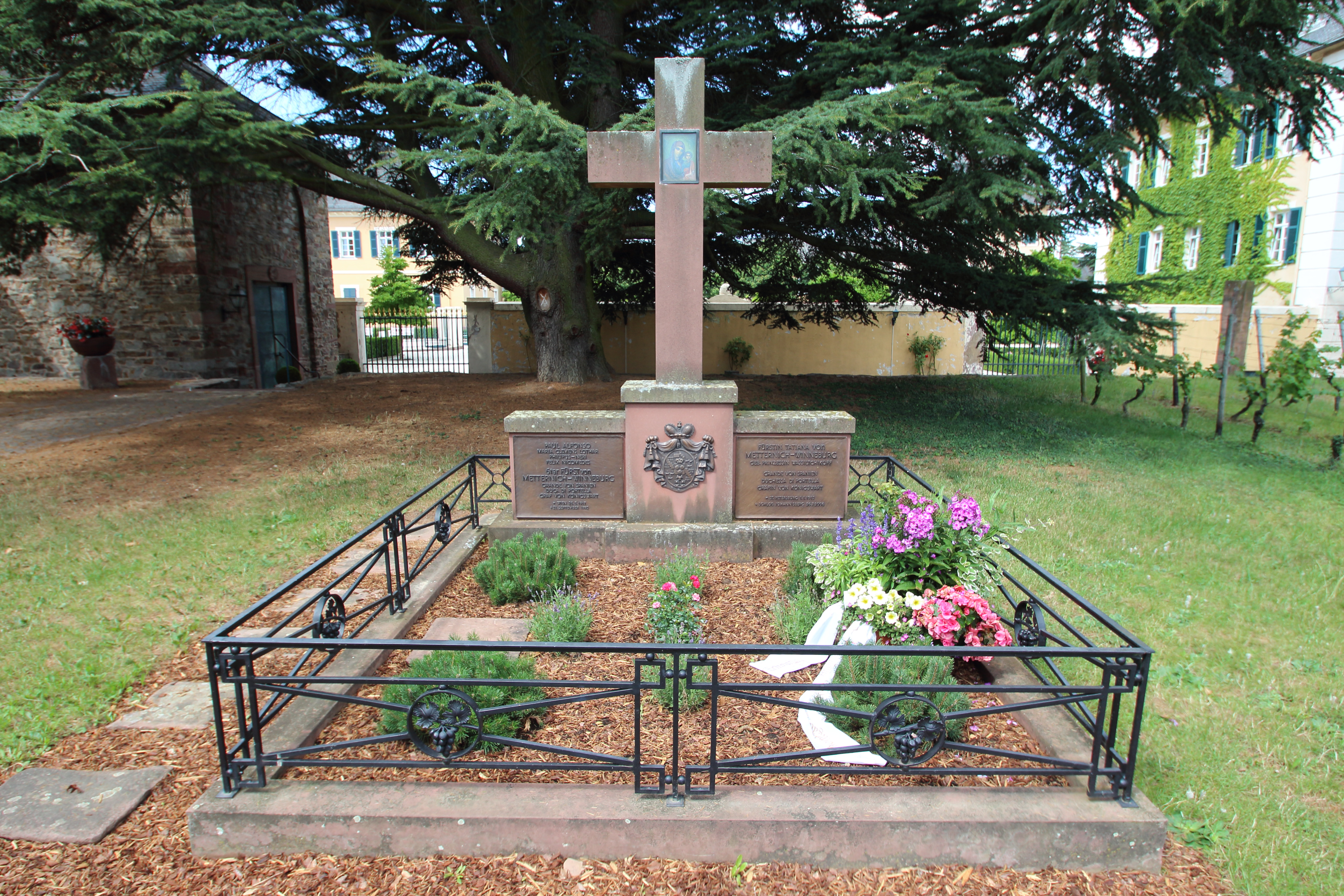
Grabmal von Paul Alfons Fürst von Metternich-Winneburg und seiner Frau Tatjana im Park von Schloss Johannisberg im Rheingau

Paul Alfons Maria Clemens Lothar Philippus Neri Felix Nicomedes Prinz von Metternich-Winneburg (* 26. Mai 1917 in Wien; † 21. September 1992 in Genf), seit 1930 überwiegend als Fürst von Metternich bekannt und bezeichnet, war ein deutsch-österreichischer Automobilrennfahrer und Motorsportfunktionär, der von 1975 bis 1985 als Präsident der FIA amtierte.

## Herkunft
Paul Alfons von Metternich-Winneburg war der Sohn des Klemens-Wenzel, 5. Fürst von Metternich (1869–1930). Er entstammte der bekannten adeligen Diplomaten-Familie Metternich und war ihr letztes Oberhaupt in agnatischer Linie. Paul Alfons von Metternich war ein Urenkel des österreichischen Staatsmanns Fürst Metternich (1773–1859).
Traditionell trug er nach den Statuten der privat organisierten Adelsverbände seit 1930 das Prädikat Durchlaucht als der 6. Fürst von Metternich-Winneburg, Herzog von Portella und Graf von Königswart, wenngleich das seit der Abschaffung der Monarchie keinerlei öffentlich-rechtliche Konsequenz mehr hatte.

## Biografie
Paul Alfons von Metternich-Winneburg besuchte das Internat Le Rosey in der Schweiz. 1940 lernte er in Berlin, wo er einem Kreis von Regimegegnern angehörte, seine spätere Ehefrau Tatiana Wassiltschikoff kennen, die eine Stelle im Auswärtigen Amt hatte. Sie heirateten in Berlin-Grunewald am 6. September 1941 und lebten zunächst auf Schloss Königswart im Egerland.
Nach Enteignung und Vertreibung aus der Tschechoslowakei 1945 lebte von Metternich-Winneburg als Winzer auf dem kriegszerstörten alten Familiensitz (seit 1816), dem Schloss Johannisberg im Rheingau, das er mit seiner Ehefrau als Weingut wieder aufbaute.
Er betätigte sich als Rennfahrer. Unter anderem startete er bei der Rallye Monte Carlo und beim 24-Stunden-Rennen von Le Mans 1956. Ab 1960 war er Präsident des „Automobilclubs von Deutschland“ (AvD). Von 1975 bis 1985 war er Präsident des weltweiten Automobil-Verbandes Fédération Internationale de l’Automobile (FIA).
Weiter engagierte sich von Metternich-Winneburg im Lazarus Hilfswerk und war Großbailli der Großballei Deutschland des Orden des Heiligen Lazarus.
1979 wurde Paul Alfons von Metternich-Winneburg das Bundesverdienstkreuz 1. Klasse und 1990 das Große Bundesverdienstkreuz verliehen.
Seine Ehefrau Tatiana von Metternich-Winneburg war eine bekannte Kunstmäzenin. Mit seinem Ableben erlosch die Familie Metternich im Mannesstamm, seine Witwe war die letzte Vertreterin des Hauses Metternich-Winneburg.

## Trivia
- Die Sektmarke „Fürst von Metternich“ gab er noch zu Lebzeiten an die Firma Henkell & Co. Sektkellerei ab.
- Er war Herausgeber des Buchs: Fürstlicher Begleiter für Feinschmecker. Restaurants in Deutschland

## Statistik

### Le-Mans-Ergebnisse
| Jahr | Team                  | Fahrzeug            | Teamkollege           | Platzierung | Ausfallgrund |
| ---- | --------------------- | ------------------- | --------------------- | ----------- | ------------ |
| 1956 | Prinz Paul Metternich | Mercedes-Benz 300SL | Wittigo von Einsiedel | Ausfall     | Unfall       |

### Einzelergebnisse in der Sportwagen-Weltmeisterschaft
| Saison | Team            | Rennwagen            | 1   | 2   | 3   | 4   | 5   | 6   | 7   | 8   | 9   | 10  | 11  | 12  | 13  | 14  | 15  | 16  | 17  | 18  | 19  | 20  |
| ------ | --------------- | -------------------- | --- | --- | --- | --- | --- | --- | --- | --- | --- | --- | --- | --- | --- | --- | --- | --- | --- | --- | --- | --- |
| 1953   | Paul Metternich | Porsche 356          | SEB | MIM | LEM | SPA | NÜR | RTT | CAP |     |     |     |     |     |     |     |     |     |     |     |     |     |
| 1953   | Paul Metternich | Porsche 356          |     | DNF |     |     | 12  |     |     |     |     |     |     |     |     |     |     |     |     |     |     |     |
| 1956   | Paul Metternich | Mercedes-Benz 300 SL | BUA | SEB | MIM | NÜR | KRI |     |     |     |     |     |     |     |     |     |     |     |     |     |     |     |
| 1956   | Paul Metternich | Mercedes-Benz 300 SL | 6   |     |     |     |     |     |     |     |     |     |     |     |     |     |     |     |     |     |     |     |
| 1962   | Paul Metternich | Austin-Mini Cooper   | DAY | SEB | SEB | MAI | TAR | BER | NÜR | LEM | TAV | CCA | RTT | NÜR | BRI | BRI | PAR |     |     |     |     |     |
| 1962   | Paul Metternich | Austin-Mini Cooper   |     | DNF |     |     |     |     |     |     |     |     |     |     |     |     |     |     |     |     |     |     |
| 1964   | Paul Metternich | BMW 1800             | DAY | SEB | TAR | MON | SPA | CON | NÜR | ROS | LEM | REI | FRE | CCE | RTT | SIM | NÜR | MON | TDF | BRI | BRI | PAR |
| 1964   | Paul Metternich | BMW 1800             |     |     |     |     |     |     |     |     |     |     |     |     |     | DNF |     |     |     |     |     |     |
| 1967   | Paul Metternich | Austin-Mini Cooper S | DAY | SEB | MON | SPA | TAR | NÜR | LEM | HOK | MUG | BRH | CCE | ZEL | OVI | NÜR |     |     |     |     |     |     |
| 1967   | Paul Metternich | Austin-Mini Cooper S |     | DNF |     |     |     |     |     |     |     |     |     |     |     |     |     |     |     |     |     |     |